# Lerista nichollsi
Lerista nichollsi — вид сцинкоподібних ящірок родини сцинкових (Scincidae). Ендемік Австралії.

## Поширення і екологія
Lerista nichollsi мешкають в посушливих внутрішніх районах Західної Австралії, на схід від затоки Шарк. Вони живуть в сухих акацієвих чагарникових заростях, в ґрунті і серед опалого листя.